# Saint-Léger-de-Fougeret
Saint-Léger-de-Fougeret è un comune francese di 297 abitanti situato nel dipartimento della Nièvre nella regione della Borgogna-Franca Contea.

## Società

### Evoluzione demografica
Abitanti censiti